# Openluchttheater Velden
Het Openluchttheater Velden is een theater op het landgoed De Turfkoele nabij de algemene begraafplaats Velden en aan de rand van Nationaal Park De Maasduinen, in het Limburgse dorp Velsen in de gemeente Venlo. Het openluchttheater is ontstaan op initiatief van een inwoner in het kader van de wederopbouw van het dorp na de Tweede Wereldoorlog.
Aanvankelijk heeft het openluchttheater slechts vijf jaar bestaan: na het vertrek van de initiatiefnemer verdween het theater langzaamaan. In 2014 werd het openluchttheater weer nieuw leven ingeblazen. Het theater draait volledig op vrijwilligers.
Theater De Bedoeling · CityCinema · Openluchttheater De Doolhof · Domani · Volkstheater Frans Boermans · Theater de Garage · Grenswerk · Maaspoort · Filmtheater De Nieuwe Scene · Theater 't Raodhoes · De Speelplaats · Openluchttheater Velden

Opgeheven: City Theater · Perron 55 · Prins van Oranje · Rembrandttheater